# Galleria d'arte moderna di Roma Capitale
La Galleria d'arte moderna di Roma Capitale (già Galleria comunale d'arte moderna e contemporanea) è sita in via Francesco Crispi 24 a Roma.

## Descrizione
La galleria ebbe una storia complessa e travagliata fin dal suo esordio ufficiale nel 1925. Il nucleo iniziale delle collezioni risaliva al 1883, quando il comune di Roma acquisì alcune opere d'arte all'Esposizione internazionale di Belle Arti al fine dichiarato di "documentare l'ambiente artistico romano". La prima sede fu a palazzo Caffarelli al Campidoglio. Fu ribattezzata "Galleria Mussolini" nel 1931, chiusa nel 1938, riaperta nel 1949 a Palazzo Braschi, trasferita a Palazzo delle Esposizioni  nel 1963 e nuovamente chiusa nel 1972. Nel 1995 fu riaperta nella sua sede attuale, il convento delle Carmelitane a via Francesco Crispi, annesso alla chiesa di San Giuseppe a Capo le Case, che fu parzialmente ristrutturato all'uopo. Chiusa per restauro nel 2003, è stata riaperta nel 2011.
Nel 2014 è stato proposto un ampliamento della galleria su terreni incolti utilizzati dall'AMA tra via Francesco Crispi e via Zucchelli.
Il museo, la cui collezione conta attualmente circa 3 000 opere, principalmente di pittura, ma anche di scultura e grafica, espone 150 pezzi che, a rotazione, spaziano dall'Ottocento alla metà del Novecento, documentando generi e autori del periodo: Realismo, Simbolismo, Divisionismo, Scuola Romana, con opere, tra gli altri, di Giorgio de Chirico, Giorgio Morandi, Renato Guttuso, Mario Mafai, Giacomo Balla, Gino Severini, Giuseppe Capogrossi, Alberto Savinio. Lungamente chiuso per restauro (dal 2003), il museo è stato riaperto al pubblico nell'autunno 2011, con esposizioni che variano periodicamente.